# 直井綱
直井 綱（なおい つな、生年不明 - 1911年〈明治44年〉1月12日）は、明治時代の官吏。

## 経歴
千葉県警部を経て、1908年（明治41年）同県匝瑳郡長に就任した。郡長在任中に死去した。